# Први тријумвират
Први тријумвират је назив незваничног политичког савеза Гаја Јулија Цезара, Марка Лицинија Краса и Гнеја Помпеја. За разлику од Другог тријумвирата, Први тријумвират није имао никакав званичан статус, а неко време је била и тајни савез као део политичких махинација самог тријумвирата. Тријумвират је основан 60. п. н. е. и постојао је до Красове погибије 53. п. н. е. у бици код Каре.

## Настанак
Две деценије након Сулине диктатуре биле су обележене суровим политичким борбама у самом Риму, покушајем пропалог нобила Катилине да се путем завере докопа власти, устанком робова под вођством Спартака, те успешним Помпејевим освајањима на истоку. Коначно су 60. п. н. е. три најмоћнија човека тога доба ― Цезар, Крас и Помпеј ― склопили савез и обавезали да ће помагати један другога. Тај неформални савез, који никада није био озваничен, назива се данас „првим тријумвиратом“. Сенат је био немоћан, па су тријумвири спровели кроз скупштине неколико закона себи у прилог. По тим законима, Цезар је узео на управу Цисалпинску Галију, Трансалпску Галију и Илирик, с роком од пет година и ванредним овлашћењима. Тријумвират је био ојачан и брачним везама, од којих је најважнија Помпејева женидба за Цезарову кћерку Јулију. Цезар је отишао у Галију, али над Рим се наднела сенка тријумвирата, која је ометала уобичајени политички живот. Ускоро је и Цицерон осуђен на прогонство из Рима. Тријумвират је поново учвршћен 56. п. н. е., када су се тријумвири састали у граду Луки и када је Цезару продужен рок управљања Галијом за још пет година, а утврђено је и да Крас и Помпеј буду конзули 55. п. н. е., после чега би Помпеј управљао Хиспанијом, а Крас Сиријом, која га је привлачила могућношћу да стекне ратну славу у борби с тамошњим Партима. Цезару је одобрено да се касније у одсуству кандидује за конзула, што је било супротно уставним обичајима.

## Красова смрт
Крас је 53. п. н. е. погинуо у у бици код Каре походу против Парта, током којег су у руке Парта пали и римски бојни знакови, чији ће повратак касније постати једно од Октавијанових пропагандних средстава у учвршћивању његове власти. Тријумвират је тако, смрћу једног свог члана, престао да постоји, а у то је време умрла и Јулија, чиме је нестало и личних веза између Цезара и Помпеја. Цезар се, освојивши целу Галију, изједначио са Помпејем по угледу и по богатству. У том је тренутку Помпеј понудио своју подршку сенату, који му је могао обезбедити контролу над државном управом, углед и легитимитет у власти. Тако је Помпеј 52. п. н. е. мимо обичаја постао конзул без колеге. Он је позвао Цицерона да се врати у Рим из прогонства, а донео је и законе који су отежавали продужење Цезарових овлашћења и његов избор у одсуству за конзула 48. п. н. е. (што је било предвиђено споразумом у Луки). Међутим, Цезар није био безбедан да као приватно лице дође у Рим и постави своју кандидатуру. Почели су да се шире гласови да Цезар иде на Италију, па је сенат поверио Помпеју команду над војском. Цезар се тада с једном легијом налазио у Цисалпијској Галији, старајући се да покаже како не жели рат. Предложио је сенату да му остави управу над Галијом и Илириком, а када је то одбачено, пристајао је да распусти своју војску под условом да и Помпеј уради исто. Сенат је о томе расправљао јануара 49. п. н. е., али је најзад одлучио да Цезару одузме овлашћења и одредио му заменика.
Уследио је грађански рат између Помпеја и Цезара.